# Prédio da Vila Froés da Motta
O Prédio da Vila Fróes da Motta é um casarão histórico, construído no século XIX, para ser a residência de Agostinho Fróes da Motta e sua família. O imóvel está localizado na cidade de Feira de Santana, no estado brasileiro da Bahia. É um patrimônio histórico cultural tombado pelo Instituto do Patrimônio Artístico e Cultural da Bahia (IPAC), na data de 19 de abril de 2006, sob o processo de nº 013/1991.
Atualmente é de propriedade da Fundação Senhor do Passos e abriga o Memorial de Feira de Santana.

## História
Agostinho Fróes da Motta veio a falecer em 1922, deixando o imóvel como herança para seu filho Eduardo Fróes da Motta. E em 1923, Eduardo Fróes da Motta e sua família passam a morar na residência. Em 1988, Eduardo Froés da Motta faleceu e o casarão ficou abandonado.
No ano de 2000, a Fundação Senhor do Passos comprou o imóvel com ajuda de organizações governamentais e privadas com o objetivo de sediar o Memorial de Feira de Santana.

## Arquitetura
O imóvel foi reformado durante os anos de 1920, alterando sua arquitetura inicial. Ganhou uma arquitetura em estilo eclético, tendo em sua fachada ornamentos como dragões, festões e ramos de flores, todos em alto-relevo. Na varanda foi construídas colunas em estilo neoclássico e painéis com pinturas de paisagens. A sala de estar recebeu ornamentos em estilo rococó, a sala de jantar recebeu uma decoração em estilo renascença francesa, a capela ganhou ornamentos em estilo neogótico.

## Memorial de Feira de Santana
O Memorial de Feira de Santana foi inaugurado em 21 de novembro de 2008 e é um espaço cultural que preserva a história da cidade de Feira de Santana através de documentários. O espaço cultural é aberta ao público.